# Stuart Potter
Stuart Potter (né le 11 novembre 1967 à Lichfield) est un joueur international anglais de rugby à XV qui a joué pour Nottingham, les Leicester Tigers.
Potter a remporté le championnat anglais et la coupe avec Leicester.

## Carrière
Potter commence sa carrière pendant quatre saisons à Nottingham de 1988 à 1992, étant deux fois nommé joueur de la saison du club. Nottingham est relégué après la saison 1991-192 et Potter part donc au sud pour rejoindre les Leicester Tigers.
Potter fait ses débuts avec les Leicester Tigers le 1er septembre 1992 à Sheffield. Son match suivant est contre une sélection anglaise, jouant à Leicester pour marquer les 100 ans de rugby à Welford Road. Il est dans l'équipe du Midland qui perd 32-9 contre l'Afrique du Sud lors de leur tournée de 1992. Potter joue dans les cinq tours alors que Leicester remporte la Coupe Pilkington 1992-1993, Potter marque en quart de finale contre Exeter et un bel essai contre les Harlequins en finale. 
Potter est appelé pour la tournée de l'Angleterre au Canada en 1993 et joue dans le premier test face au Canada, mais ne joue plus lors de cette tournée. Potter est également appelé pour la tournée de 1994 en Afrique du Sud en remplacement de Jeremy Guscott, blessé, mais n'a pas participé à un test international.
Lors de la saison 1993-1994, Leicester termine deuxième derrière Bath à la fois en championnat et en coupe ; Potter joue dans 16 des 18 matchs de championnat et dans les cinq matchs de coupe, marquant pour la victoire en demi-finale contre Orrell. Potter est un élément crucial de la victoire de Leicester dans le championnat de 1995, jouant à nouveau dans 16 matchs de championnat. 
Potter a participé à une finale de coupe perdue en 1996 (à nouveau contre Bath) ; lors de la saison 1996-1997, Potter a formé un bon partenariat avec Will Greenwood et a fait partie de l'équipe de Leicester qui a disputé la finale de la Coupe d'Europe contre le CA Brive, perdant 28-9, avant de remporter une autre coupe nationale en battant Sale 9-3 pour remporter la Pilkington Cup 1996-1997.
Sa seule sélection en équipe d'Angleterre est venue comme remplacement de deux minutes lors de la défaite 76-0 contre l'Australie lors de la « tournée de l'enfer » en 1998, mais cela cache le fait qu'il était un pilier de l'équipe d'Angleterre « A », obtenant 15 sélections, ses ambitions internationales étant limitées car il partageait un poste avec le capitaine Will Carling, ainsi qu'avec des joueurs comme Guscott et Phil de Glanville. Il avait également été appelé dans l'équipe d'Angleterre pour le Tournoi des Six Nations 1998, mais a été blessé.
Potter joue 11 matchs alors que Leicester remporte le championnat en 1999, mais vers la fin de la saison, il tombe en disgrâce derrière Craig Joiner. Il ne joue que 5 fois lors de la saison 1999-2000 où Leicester conserve son titre. Son dernier match pour le club a lieu contre Harlequins le 29 décembre 1999.
Maintenant à la retraite, il vit à Lichfield avec sa famille.